# Kenneth Sutherland (Radsportler)
Kenneth Charles Sutherland (* 23. April 1943 in Belize City, Britisch-Honduras) ist ein ehemaliger belizischer Radrennfahrer.
Er nahm an den Olympischen Sommerspielen 1968 in Mexiko im Sprint teil. Schon 1966 war er bei den British Empire and Commonwealth Games in Kingston gefahren.